# Палтену
Палтену (рум. Paltenu) — село у повіті Арджеш в Румунії. Входить до складу комуни Шуйч.
Село розташоване на відстані 154 км на північний захід від Бухареста, 51 км на північний захід від Пітешть, 116 км на північний схід від Крайови, 96 км на південний захід від Брашова.

## Населення
За даними перепису населення 2002 року у селі проживали 260 осіб, усі — румуни. Усі жителі села рідною мовою назвали румунську.